# Melica nitens
Melica nitens là một loài thực vật có hoa trong họ Hòa thảo. Loài này được (Scribn.) Nutt. ex Piper mô tả khoa học đầu tiên năm 1905.